# Учташ, Гёксу
Гёксу Учташ (после замужества Шанлы, род. 30 августа 1990, Шахинбей) — турецкая гимнастка. Её тренер — Мергюль Гюлер. В 2011 году окончила университет Иззета Байсала по специальности «преподаватель физического воспитания и спорта».

## Биография
Гёксу Учташ должна была выступать на летних Олимпийских играх 2008 года, но не смогла из-за тяжелой травмы шеи, которая могла прервать её спортивную карьеру. В 2009 году завоевала серебряную медаль в выступлении на бревне на Средиземноморских играх, проходивших в итальянском городе Пескара. В 2010 году ей удалось завоевать золотую медаль на FIG Artistic Gymnastics World Cup A, проходившем в Дохе. В том же году на World Cup in Artistic Gymnastics-Grand Prix Ostrava 2010, проходившем в Чехии, она завоевала золото в вольных упражнениях, серебро на бревне и опорном прыжке.
В 2012 году прошла квалификацию на участие в Олимпийских играх, став первой турецкой гимнасткой, принимающей участие в Олимпийских играх. Вследствие травмы, полученной незадолго перед соревнованиями, смогла выступить только на бревне. По итогу выступления заняла 77 место.
В январе 2013 года объявила об уходе из спорта из-за травмы. Тогда да же она заявила, что намерена жить в Газиантепе, а также планирует открыть там школу гимнастики. 14 августа 2013 года вышла замуж за Озгюна Шанлы, свадьба прошла в Измире.